# Brunstane Castle

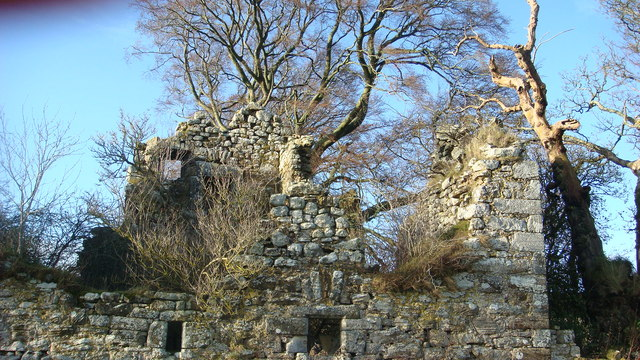
Brunstane Castle

Brunstane Castle ist eine Burgruine auf dem Nordufer des North Esk, etwa 3,2 km südwestlich von Penicuik in der schottischen Council Area Midlothian. Der Wohnturm mit L-förmigem Grundriss stammt aus dem 16. Jahrhundert.
Andere Namen für diese Ruine sind Brunston Castle, Brunstain Castle oder Brunstone Castle. Nicht zu verwechseln ist es mit Brunstane House in Edinburgh.

## Geschichte
Das Anwesen gehörte ursprünglich den Crichtons. Der Reformator George Wishart wurde vom Turm herunter verhaftet und nach St Andrews gebracht, wo er als Märtyrer starb. Er hatte unter dem Schutz von Alexander Crichton aus Brunstane gestanden. Die Burg wurde 1547 niedergebrannt, vermutlich von Lord Gray.
1632 erwarb John, Lord Maitland das Anwesen und ließ es erweitern.

## Architektur
Die Burg, die zwei Vollgeschosse und ein Dachgeschoss hatte, besitzt einen Treppenturm mit quadratischem Grundriss im Innenwinkel der Burg. Der Treppenturm erweitert sich nach oben zu einem quadratischen Aufsatz. Unter den Fenstern sind Schießscharten. In der Küche im Erdgeschoss befindet sich ein großer, offener Kamin. Der Rittersaal befand sich im ersten Obergeschoss. Über der Eingangstüre ist ein Wappenschild. Es gibt noch Reste eines Hofes mit einem Turm mit quadratischem Grundriss aus dem Jahre 1568. Der Hof hat eine Ausfalltor mit Rundbogen in der östlichen Mauer.
Historic Scotland hat Brunstane Castle als Scheduled Monument gelistet.